# Ponte Runyang
Il Ponte Runyang (in cinese semplificato: 润 扬 长江 大桥; cinese tradizionale: 潤 揚 長江 大橋; pinyin: Rùnyáng Chángjiāng Dàqiáo; Wu : Nye-yaan saon-gaon du-jiau) è un complesso di ponti che attraversa il fiume Yangtze nella provincia di Jiangsu in Cina, a valle di Nanchino. 

## Descrizione
Il complesso è costituito da due ponti che collegano Zhenjiang sulla riva sud del fiume e Yangzhou a nord. Il ponte fa parte della Superstrada di Yangzhou-Liyang. La costruzione del complesso è iniziata nell'ottobre 2000 ed è stata completata prima della data prefissata. Costato 5,8 miliardi di Yuan (circa 700 milioni di dollari), è stato aperto al traffico il 30 aprile 2005. La lunghezza totale del complesso del ponte è di circa 35,66 chilometri. Tra i due ponti si trova l'isola di Shiyezhou.
Prima del completamento del ponte, c'era un servizi di traghetto attivo 24 ore su 24 per attraverso il fiume.